# Claudio Giovanardi
Claudio Giovanardi (Roma, 19 luglio 1954) è un linguista, scrittore e docente italiano.

## Biografia
Claudio Giovanardi è nato a Roma, dove vive, il 19 luglio 1954. È ordinario di linguistica italiana all'Università degli Studi Roma Tre nella quale è stato Direttore del Dipartimento di Italianistica e Preside della Scuola di Lettere, Filosofia e Lingue. I suoi principali contributi riguardano il dibattito linguistico del Cinquecento, i linguaggi scientifici settecenteschi, la lessicografia dell’Ottocento, lo studio del romanesco e dell’italiano regionale romano, l’influsso dell’inglese sull’italiano di oggi e la lingua del teatro. Ha fondato e dirige con Paolo D'Achille il Vocabolario del romanesco contemporaneo, la prima opera lessicografica scientifica sul dialetto moderno di Roma in collaborazione con l'Università di Zurigo. Di tale opera sono state pubblicate sinora due lettere nei seguenti volumi:  P. D'Achille - C. Giovanardi, Vocabolario del romanesco contemporaneo. Lettera I,J Archiviato il 22 giugno 2021 in Internet Archive., Roma,. Aracne, 2016;  P. D'Achille - C. Giovanardi,http://www.aracneeditrice.it/index.php/pubblicazione.html?item=9788825509526, Roma,. Aracne, 2018. Ha studiato, tra i primi insieme a Riccardo Gualdo, l'influsso delle parole inglesi sull'italiano, segnalando i pericoli di un ingresso massiccio di tali parole nella nostra lingua, cfr. C. Giovanardi - R. Gualdo, Inglese-Italiano 1 a 1. Tradurre o non tradurre le parole inglesi?, Lecce, Manni, 2003 (seconda ed. ampliata, 2008). È specialista della lingua del teatro, cui ha dedicato saggi per autori antichi (Ariosto, Machiavelli) e moderni (Pirandello, Fo, Bene): si vedano i volumi Lingua e dialetto a teatro. Sondaggi otto-novecenteschi, Roma, Editori riuniti, 2007 e (con P. Trifone), La lingua del teatro, Bologna, Il Mulino, 2015. Nel 2010 è stato incaricato dal Ministero degli Affari Esteri di condurre  con Pietro Trifone l'indagine Italiano 2010 relativa alla diffusione della lingua italiana nel mondo, al termine della quale è stato pubblicato il volume L’italiano nel mondo, Roma, Carocci, 2012. È socio ordinario dell'Accademia dell’Arcadia e membro dell'Accademia della Crusca. Dal 2021 è membro del Consiglio di amministrazione della Fondazione Roma Tre Teatro Palladium.
Come scrittore di narrativa ha pubblicato Mamma ricordi, Manni, 2013, Tutto così regolare tutto così prevedibile, Manni, 2015, A mezz'ora e trenta giorni dalla fine, Roma, La Lepre, 2016, A sud dell’inferno. Enigma in quattro quadri, Roma, La Lepre, 2021, I voli mancati, Roma, Efesto, 2023.

## Saggi scientifici e manuali
- La letteratura volgare e i dialetti di Roma e del Lazio, a cura di Paolo D'Achille e Claudio Giovanardi, Roma, Bonacci, 1984.
- Linguaggi scientifici e lingua comune nel Settecento, Roma, Bulzoni, 1987.
- La teoria cortigiana e il dibattito linguistico nel primo Cinquecento, Roma, Bulzoni, 1998.
- Le strategie dell’italiano scritto, a cura di Maurizio Dardano e C. Giovanardi, Bologna, Zanichelli, 2001. Insieme a P. D’Achille,
- Dal Belli ar Cipolla. Conservazione e innovazione nel romanesco contemporaneo, a cura di Paolo D'Achille e Claudio Giovanardi, Roma, Carocci, 2001
- Inglese-Italiano 1 a 1. Tradurre o non tradurre le parole inglesi?, a cura di Claudio Giovanardi e R. Gualdo, San Cesario di Lecce, Manni, 2003.
- Annotationi della volgar lingua, G. F. Achillini, Edizione critica a cura di Claudio Giovanardi con la collaborazione di Claudio Di Felice, Pescara, Libreria dell’Università, 2005.
- Lingua e dialetto a teatro. Sondaggi otto-novecenteschi, a cura di Claudio Giovanardi, R. Gualdo, A. Coco, Roma, Editori riuniti, 2007.
- Inglese-Italiano 1 a 1. Tradurre o non tradurre le parole inglesi?, nuova edizione riveduta e ampliata, San Cesario di Lecce, Manni, 2008.
- Petrolini inedito. Commedie, macchiette e stornelli mai pubblicati, a cura di Claudio Giovanardi e Ilde Consales. Prefazione di G. Proietti, Roma, Gremese, 2010.
- L’italiano da scrivere. Strutture, risposte, proposte, a cura di Elisa De Roberto e Claudio Giovanardi, Napoli, Liguori, 2010.
- L’italiano da scrivere. Strutture, risposte, proposte. Eserciziario, a cura di C. Giovanardi e Pietro Trifone, Napoli, Liguori, 2010.
- L’italiano nel mondo, a cura di Claudio Giovanardi e Pietro Trifone, Roma, Carocci, 2012.
- Italiano@esteri.it. L’italiano nel mercato mondiale delle lingue, Roma, Ministero degli Affari esteri, 2012.
- “Io vi dico ch’in Roma tutte le cose vanno ala longa”. Studi sul romanesco letterario di ieri e di oggi, Napoli, Loffredo, 2013.
- La lingua del teatro, a cura di Claudio Giovanardi e Pietro Trifone, Bologna, Il Mulino, 2015.
- Vocabolario del romanesco contemporaneo, Lettera I, J, a cura di Paolo D'Achille e Claudio Giovanardi, Roma, Aracne, 2016.
- L’italiano e le lingue degli altri, a cura di Elisa De Roberto e Claudio Giovanardi, Roma, Accademia della Crusca – La Repubblica, 2016.
- L’italiano. Strutture, comunicazione, testi, a cura di Elisa De Roberto e Claudio Giovanardi, Milano-Torino, Person Italia, 2018.
- Vocabolario del romanesco contemporaneo, Lettera B, a cura di Paolo D'Achille e Claudio Giovanardi, Roma, Aracne, 2018.
- Saggi sulla lingua letteraria tra Ottocento e duemila, Firenze, Cesati, 2020.

## Romanzi e racconti
- Mamma ricordi[7], San Cesario di Lecce, Manni, 2013, ISBN 978-88-6266-478-3
- Tutto così regolare tutto così prevedibile, San Cesario di Lecce, Manni, 2015, ISBN 978-88-6266-656-5
- A mezz'ora e trenta giorni dalla fine[8], Roma, La Lepre, 2016, ISBN 978-88-9938-917-8
- A sud dell’inferno. Enigma in quattro quadri, Roma, La Lepre, 2021, ISBN 978-88-99389-932
- I voli mancati, Roma, Efesto, 2023, ISBN 978-88-33813-608
- Voci da casa Pascoli, Roma, La Lepre, 2024, ISBN 9791280961433